# Southern Institute of Technology
Southern Institute of Technology (SIT) là một trường đại học được chính phủ công nhận, đào tạo các chương trình đại học, sau đại học, cung cấp cho học sinh bằng tốt nghiệp, bằng cử nhân và sau đại học, với các cơ sở ở Invercargill, Queenstown, Christchurch và Gore.